# AUTODOC
AUTODOC SE je podjetje, ki posluje elektronsko in prodaja avtomobilske dele ter sorodne izdelke v 27 evropskih državah.

## Zgodovina
Podjetje AUTODOC so leta 2008 kot E&S Pkwteile GmbH ustanovili Alexej Erdle, Max Wegner in Vitalij Kungel. V prvih letih delovanja je imelo podjetje sedež v mestnem okrožju Berlin-Weißensee. Od leta 2010 ima pisarne in logistične prostore v mestnem okrožju Berlin-Lichtenberg. Leta 2011 se je začela širitev v Avstrijo in Švico, leta 2012 pa je sledil vstop na trg Združenega kraljestva, Francije, Italije in Španije.
Leta 2015 se je podjetje preimenovalo v AUTODOC GmbH. Do leta 2016 so letni prihodki presegli 100 milijonov evrov, leta 2017 pa 250 milijonov evrov.
Leta 2018 je AUTODOC svojo ponudbo razširil na rezervne dele za tovornjake in druga gospodarska vozila.
Leta 2021 so letni prihodki podjetja presegli 1 milijardo evrov.
Financial Times je podjetje leta 2018 prepoznal kot eno najhitreje rastočih podjetij v Evropi glede na višino prihodkov.
Septembra 2021 je AUTODOC spremenil svojo pravno obliko iz GmbH v javno delniško družbo. Od novembra 2022 deluje kot AUTODOC SE (Societas Europaea).
Leta 2023 so se prihodki podjetja Autodoc povečali na 1,3 milijarde evrov.

## Pregled
Ponudba izdelkov podjetja obsega približno 4,8 milijona rezervnih delov za avtomobile, tovornjake in motorna kolesa s področja motorjev, podvozja, razsvetljave, elektrike, ventilacije in pnevmatik.
Leta 2018 je bil AUTODOC uradni partner prvenstva ADAC Rally Masters.
Leta 2019 je bil AUTODOC uradni partner FIA svetovnega prvenstva v reliju (WRC) in sponzor na vseh evropskih dirkah.
Istega leta je AUTODOC zagnal spletno platformo AUTODOC CLUB in leta 2020 izdal aplikacijo AUTODOC CLUB za iOS in Android ter program AUTODOC PLUS.